# Piotr Klimek (muzykolog)
Piotr Klimek (ur. 1973 w Szczecinie) – polski kompozytor, producent muzyczny i nauczyciel akademicki.

## Życiorys
Piotr Klimek ukończył liceum muzyczne w klasie kontrabasu w Szczecinie i studiował do 1997 w Królewskim Konserwatorium Muzycznym (Koninklijk Conservatorium) w Hadze u profesorów Giliusa van Bergeijka oraz Diderika Wagenaara. Następnie studiował teorię muzyki oraz kompozycję na Akademii Muzycznej im. Ignacego Jana Paderewskiego w Poznaniu u profesor Grażyny Pstrokońskiej-Nawratil oraz profesorów Włodzimierza Kotońskiego i Marka Jasińskiego. W 2003 roku uzyskał na Akademii Muzycznej w Poznaniu promocję doktorską w dziedzinie kompozycji.
Od 1998 roku jest wykładowcą przedmiotów muzycznych na Uniwersytecie Szczecińskim oraz na Wydziale Edukacji Muzycznej i Wydziale Malarstwa i Nowych Mediów Akademii Sztuki w Szczecinie. W 2003 roku wykładał jako profesor wizytujący w Królewskim Konserwatorium Muzycznym w Hadze, zaś w 2009 roku w Zürcher Hochschule der Künste w Zurychu. Od roku 2013 prorektor ds. artystycznych i współpracy z zagranicą Akademii Sztuki w Szczecinie.
Piotr Klimek jest od 2010 roku członkiem Związku Kompozytorów Polskich.  Od 1 września 2017 jest dyrektorem Teatru Animacji w Poznaniu.

## Wybór kompozycji
- 1993: Missa Humana
- 1993: Tunnel Trough my Head na taśmę
- 1994: Back of Simplicity na fortepian solo
- 1994: Tryptyk Archetypes
- 1995: Alive - instalacja dźwiękowa
- 1996: The King of Spades - opera
- 1997: Kantata o Aniołach
- 1997: Vivat Sedina
- 1997: Ostatnia Wieczerza - instalacja dźwiękowa
- 2000: Christmas Delight
- 2001: Kantata o Duchu
- 2002: Ventus Solaris - kantata
- 2003: Computer Music - koncert podwójny na 2 klawesyny i orkiestrę
- 2004: 7 Słów na chór i orkiestrę
- 2005: Feroce na 2 wiolonczele
- 2006: Lamentacje na smyczki
- 2010: II Kwartet Smyczkowy
- 2011: Symfonia Szesnastu
- 2012: Non Suicidal Self Injuries
- 2013: Time Toys - cykl instalacji dźwiękowych
- 2014: 5 Songs of Yearning na orkiestrę, mezzosopran i kontratenor
- 2015: Intruzje - instalacja dźwiękowa
- 2015: Borderline na smyczki
- 2015: Omdlenia na gitarę i orkiestrę smyczkową
- 2016: Afonia / Afazja / Poiromania na 2 gitary i perkusję

## Muzyka filmowa
- 2015: Spowiedź
- 2014: Iskierka
- 2010: Tu i teraz
- 2009: Agata i mnisi
- 2009: Wszystkie małe kłamstwa Anny
- 2007: Wiek kamienia
- 2002: Przez Niemcy do literatury światowej

## Dyskografia
- 2005: 7 Words. Pentecost Cantata[2]
- 2010: Historia Występnej Wyobraźni; z grupą Bubliczki
- 2010: Babagada; z Jolantą Szczepaniak
- 2012: Berühre mich; z Celiną Muzą[3]
- 2013: Kompozytorzy Szczecińscy

## Wyróżnienia
- 2003: Nagroda Artystyczna Miasta Szczecina
- 2007: Nagroda Jury Bursztynowego Pierścienia za całokształt twórczości
- 2008: Brązowy Krzyż Zasługi